# 黄陂区
黄陂区（こうひ-く）は中華人民共和国湖北省武漢市に位置する市轄区。武漢市の中心部の北にあり、南北104km、東西55kmの範囲に広がり武漢市域の北方を占めている。北は大別山脈南麓の丘陵で、区の南部は長江に面し后湖・武湖など大小の湖沼の多い平野になっており、武漢北郊の農村地帯でもある。区内には長江の支流・界河や灄水が流れ、灄水は区を南北に貫いている。黄陂市街（前川街道）は灄水に面している。
黄陂区北部には武漢市で最も高い山である双峰山および木蘭山がある。木蘭山は中国の様々な伝承文芸に登場する武人、木蘭（花木蘭）の故郷とされる。木蘭山とその周辺は国家地質公園に、双峰山の木蘭天池風景区は国家森林公園に指定されており、黄陂区政府が観光地としての整備を進めている。
黄陂県城の東の魯台山には双鳳亭という楼閣（亭子）が建つ。この建物は宋代の学者で黄陂出身の程頤と程顥を記念して建てられた。
武漢天河国際空港は区の南西で武漢市街に近い天河街道にある。

## 歴史
黄陂区内では、殷の長江流域における都市遺跡である盤龍城遺跡も発掘されており、古代から文明が栄えた地であることがうかがえる。春秋時代にはこの周辺は黄国の一部であったが、楚の成王の時代に楚の一部となっている。秦に楚が4つの郡に分割された際には南郡に属した。黄陂県が置かれたのは北周の大象元年（579年）であった。
中華人民共和国成立当時は黄陂県は孝感専員公署の管轄下であったが、最終的には1983年10月に武漢市の一部となった。1998年9月15日に黄陂県は廃止され黄陂区となった。

## 行政区画
- 街道:前川街道、祁家湾街道、横店街道、羅漢寺街道、灄口街道、六指街道、天河街道、王家河街道、長軒嶺街道、李集街道、姚集街道、蔡榨街道、武湖街道、三里橋街道、蔡店街道
- 郷:木蘭郷

## 交通
- 武漢天河国際空港
- 武漢地下鉄・2号線

## 健康・医療・衛生
- 黄陂区人民医院
- 武漢市黄陂区人民医院
- 武漢市黄陂区中医医院